# Thuy-Anh Cao
Thuy-Anh Cao (* 24. Oktober 1988 in Hamburg) ist eine ehemalige deutsche Schauspielerin vietnamesischer Abstammung.

## Leben
Von 1998 bis 2003 verkörperte Cao die Rolle der Kim-Vi „Kiki“ Sommerland in der Kinderserie Die Kinder vom Alstertal. In der NDR-Fernsehproduktion war sie in insgesamt 35 der 52 Episoden zu sehen.

## Filmografie
- 1998–2003: Die Kinder vom Alstertal (Fernsehserie, 35 Episoden)